# Jean Wauquelin presentando las Crónicas de Henao a Felipe el Bueno

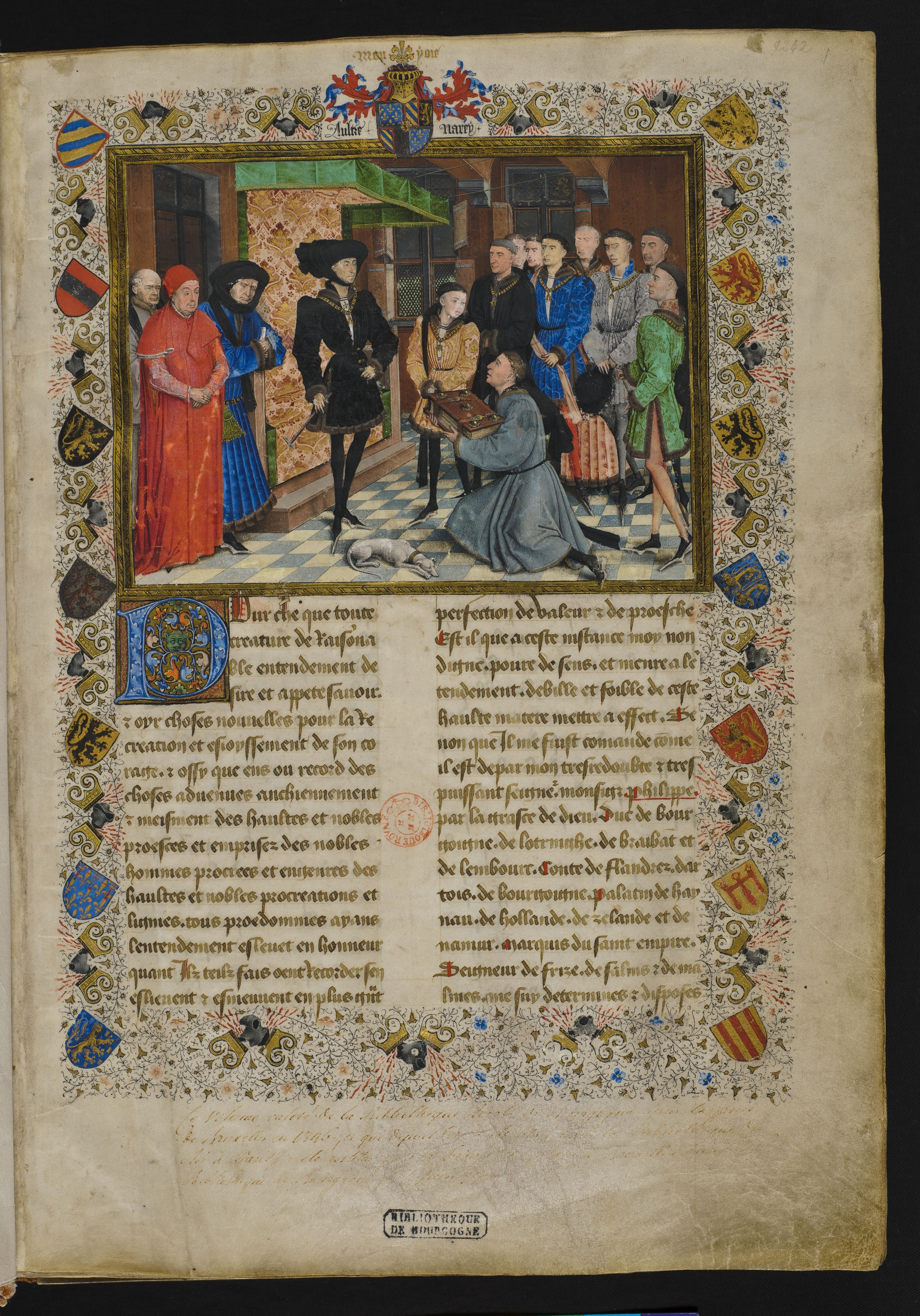
Portada de las Chroniques de Hainaut guardadas en la Biblioteca Real de Bélgica. Página completa: 43,2 × 28,8 cm

Jean Wauquelin presentando sus 'Crónicas de Henao' a Felipe el Bueno es una representación en miniatura que se cree fue pintada por el artista flamenco Roger Van Der Weyden. Decora la portada de las Chroniques de Hainaut, MS KBR.9242, una traducción del latín al francés de una historia en tres volúmenes del Condado de Henao por Jean Wauquelin. El texto en latín fue originalmente escrito en el siglo XIV por el historiador franciscano Jacques de Guyse.
La mayoría, si no todos, los personajes (descritos en el texto como "caballeros, consejeros, y chambelanes"), son retratos de figuras históricas. El margen decorativo de la miniatura de presentación incluye las armas de los varios territorios que conformaban el ducado de Felipe, el cual se había expandido considerablemente, intercaladas con su emblema personal de chispas que salen de un pedernal.
La traducción había sido encargada por Felipe, y el manuscrito que contiene la miniatura y fue el que se presentó era el único ejemplar existente. De los archivos de la corte se puede reconstruir el progreso de la traducción (aunque no de la decoración del manuscrito), y se cree que la miniatura data de alrededor del tiempo de la presentación real a Felipe en marzo de 1448. El conjunto entero en tres volúmenes se encuentra ahora en la Biblioteca Real de Bélgica.
Está bien preservada, y es la única miniatura manuscrita conocida de van der Weyden.

## Crónicas de Henao
Las "Crónicas de Henao" es un manuscrito ilustrado en tres volúmenes, que plasma la historia del Condado de Henao hasta finales del siglo XIV. El texto del libro de Felipe es una traducción francesa realizada hacia 1446-50 por Jean Wauquelin, del Annales historiae illustrium principum Hannoniæ, el trabajo original en latín en tres volúmenes producido por Jacques de Guise hacia 1390-96. El libro fue encargado por Simón Nockart, un consejero de Felipe el Bueno, como medio para legitimar las reclamaciones territoriales de Felipe. Ahora se encuentra en la Biblioteca Real de Bélgica en Bruselas. Contiene otras diez miniaturas.

## Descripción

### Figuras

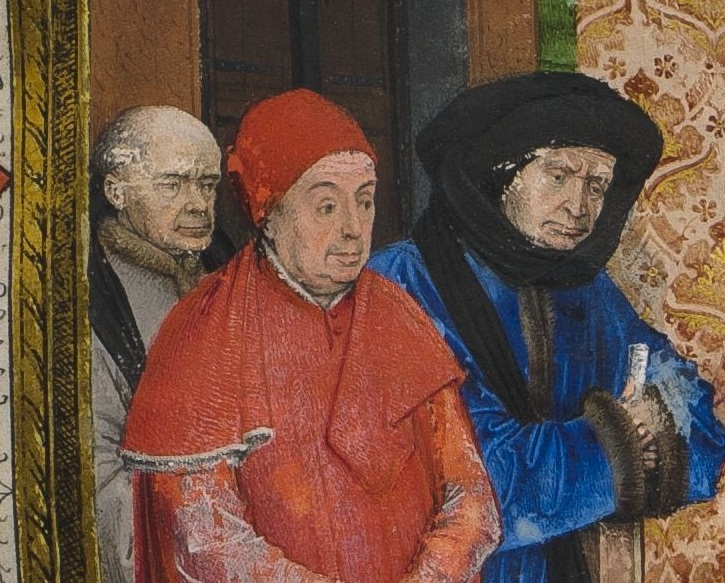
De izquierda a derecha: Simón Nockart, secretario de la provincia de Henao, Jean Chevrot, obispo de Tournai, y Nicolas Rolin, canciller del duque de Borgoña.

La pieza elogia la moda contemporánea de la corte borgoñona, la cual se afirmaba estaba por delante incluso que la francesa. En términos generales la miniatura puede ser dividida en tres secciones horizontales, con dos cortesanos y un clérigo colocados a la izquierda, dos miembros de la realeza y Wauquelin en el centro, y ocho asesores y cortesanos a la derecha. Las figuras principales lucen ropas finamente confeccionadas, con pliegues verticales hasta los hombros, muy ceñidas a la cintura, para luego caer como una faldilla, que en la mayoría de los casos termina antes de las rodillas. La mayoría lleva este jubón, el cual es abierto del cuello a la cintura, y va sobre una camisa blanca. La parte superior de sus mangas se eleva de forma poco natural sobre los hombros, probablemente debido al uso de pequeñas hombreras por dentro de la prenda (mahewters).

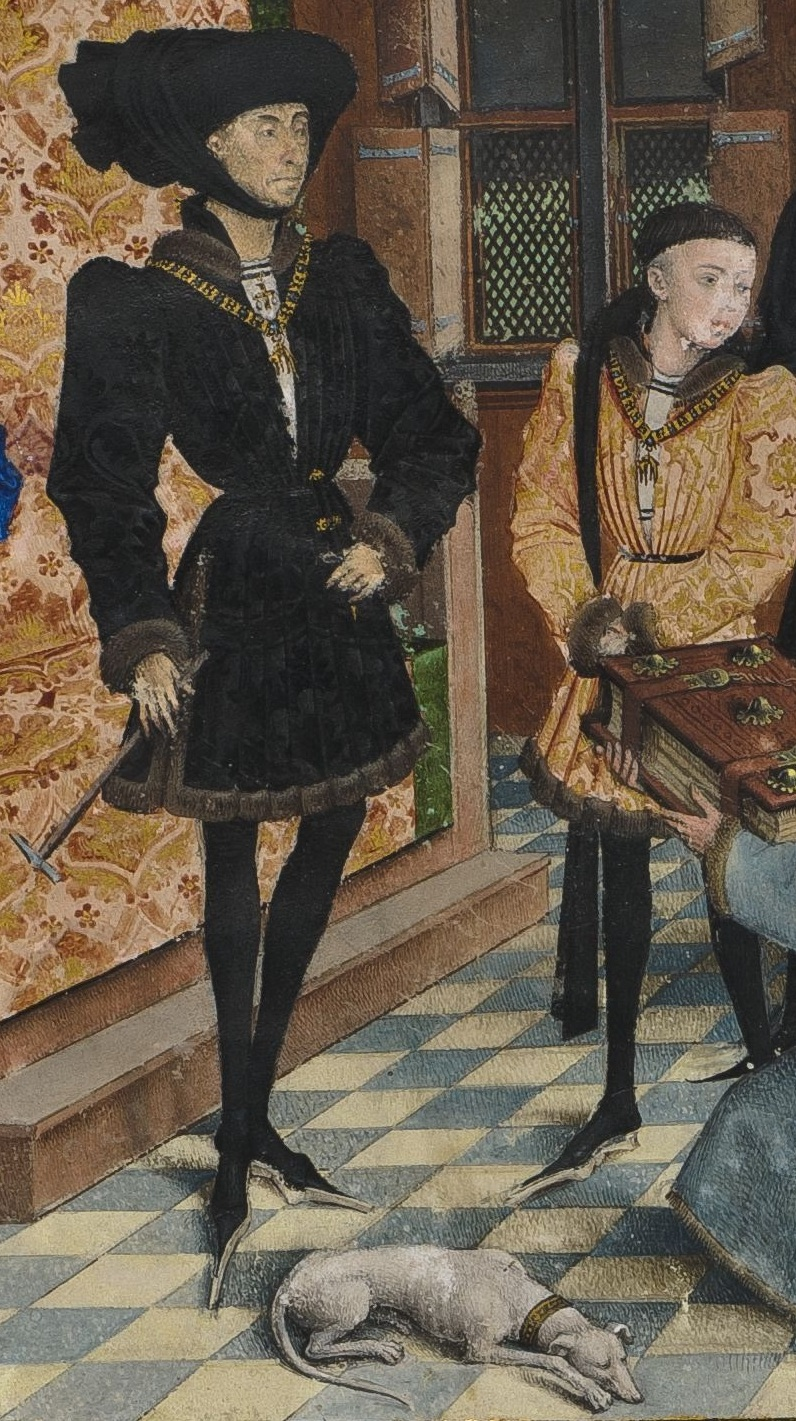
Felipe el Bueno de negro, con Carlos de Charolais, el futuro Carlos el Temerario.

Los ropajes pretenden denotar su posición social, con las variantes más elaboradas del chaperon, un tocado masculino entonces en la cumbre de su popularidad. Felipe luce un chaperón negro recogido, Rolin una versión apenas menos exuberante; solo él tiene el estatus suficiente como para llevar el chaperón en el interior en presencia del duque. Aparte del obispo de Tournai, al lado de Rolin, todos los demás hombres llevan la cabeza descubierta, incluso el joven heredero de Felipe, a pesar del hecho de que muchos de ellos son íntimos de alto rango que, como el duque, portan el collar de la Orden del Toisón de Oro. Pero por lo que puede ser visto, todos tienen los sombreros en la mano. El príncipe Carlos, entonces con 12 o 13 años, lleva el patte o alguna cinta del tocado echado atrás, colgando por la parte posterior del cuello, y el hombre en el extremo derecho, identificado como Juan de Croÿ, tiene su bourrelet más bajo de lo habitual, con el patte colgando de él. El hombre de gris parece llevar un tipo de sombrero hecho de piel negra, pero todos los otros a la vista son chaperones, mayoritariamente con los cornettes delante. 
Felipe está de pie delante de su trono colocado bajo un dosel o baldaquino de color dorado, recubierto por una pieza que parece ser de satén verde. Está, como es usual en representaciones de él, vestido casi enteramente de negro. Lleva un chaperón burlet (rodado) con el cornette envuelto alrededor del cuello. Sostiene un martillo pequeño como símbolo de su autoridad en la mano izquierda, y una bastón de mando en su derecha, mientras un perro blanco está dormido a sus pies. Sus ajustadas chaussembles (calzas) cubren los pies y tienen suela y punta exageradamente larga, como exigía la moda. Piel marrón ribetea el cuello, puños y borde de su jubón. Su hijo Carlos de Charolais está a su derecha, vistiendo una túnica dorada, prefigurando la corona que deberá heredar. Jean Wauquelin se arrodilla ante Felipe, presentando un gran libro encuadernado en cuero marrón; su traducción de las 'Crónicas de Henao' que había completado en 1446. van der Weyden se tomó aquí una licencia artística, probablemente para variar la tonalidad de los colores oscuros; las Crónicas supervivientes están forradas en satén negro.

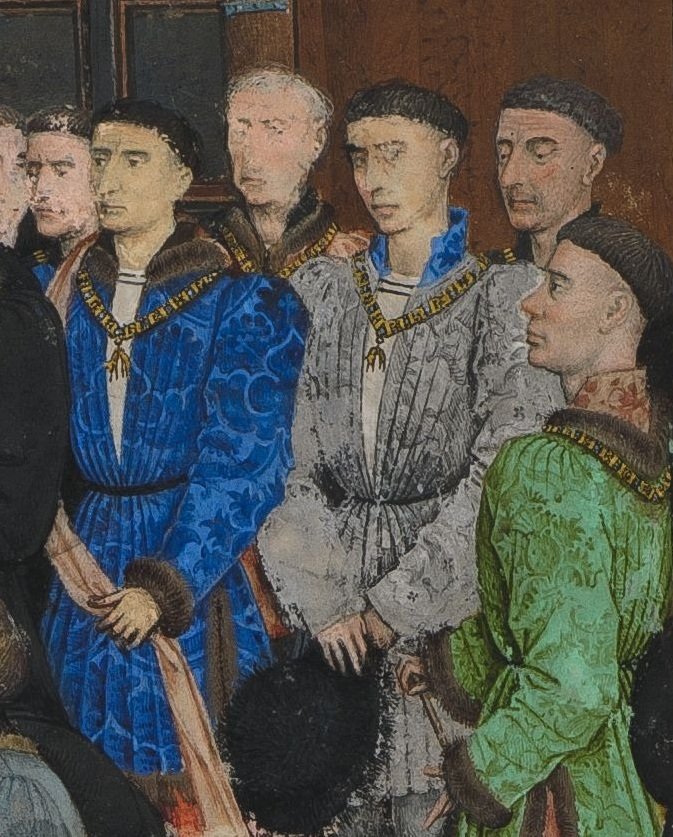
De izquierda a derecha: Antonio de Croÿ o Antonio, gran bastardo de Borgoña (de azul), un hombre anciano no identificado (detrás), hombre no identificado (de gris con collar), Juan de Croÿ (de verde con collar)

La preferencia de Felipe por el negro es imitada por varios de los otros hombres a la derecha, particularmente el noble anciano al frente del grupo, que es generalmente identificado como Antonio I de Croÿ, primer chambelán de la casa ducal. La mayoría de los chaperones son negros, aunque el hombre de azul tiene uno rosado; el negro era el color más de moda en el norte en la época siendo el propio Felipe quien inició la moda.
La miniatura se parece mucho a la miniatura de presentación de Simón Marmion a Felipe de su copia de las Grandes crónicas de Francia, que Felipe acepta en una audiencia con algunos de los presentes en las crónicas de Henao. Un libro para Carlos el Temerario de 1468–70 incluye una versión bastante burda y simplificada de la escena de van der Weyden.

### Márgenes
Los márgenes están rica y detalladamente decorados con los símbolos de las regiones bajo control de Felipe. La parte superior de la página muestra sus armas, lemas, y dispositivos, mientras a lo largo de los lados están los escudos de armas de los territorios bajo su gobierno. Están dispuestos con los ducados en el lado izquierdo (incluyendo Borgoña, Lotaringia y Limburgo), y los condados a la derecha (incluyendo Flandes, Artois y el Franco Condado).

### Condición
Está bien preservado pero con algunas pérdidas. Hay pequeñas pérdidas de pintura en la cabeza del anciano sin identificar detrás de Antonio de Croÿ, así como en la cabeza del caballero de pelo blanco. Con el tiempo algunos de los colores se han oscurecido, especialmente algunos de los elementos más brillantes de las ropas de Felipe.

## Atribución

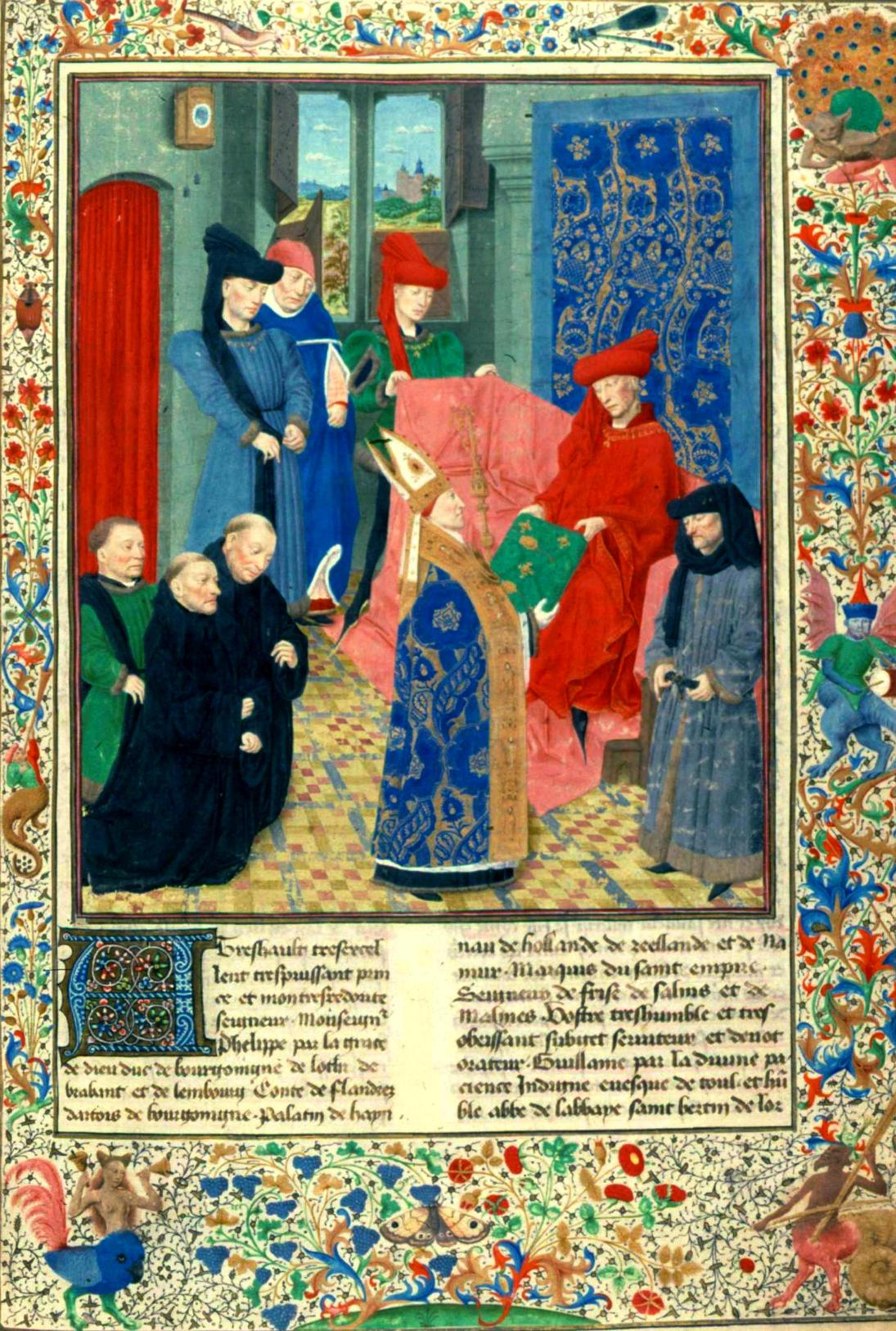
Felipe el Bueno, con Rolin y Carlos el Temerario, acepta las Grandes Chroniques de Francia de Simón Marmion el 1 de enero de 1457.

No hay más ejemplos conservados de miniaturas de van der Weyden, exceptuando tan solo un tapiz, todo lo atribuido son trabajos de pintura sobre tabla. Desde principios del siglo XIV, a menudo los mejores artistas trabajaban en varios medios. En Tournai y Bruselas, donde se sabe que estuvo activo, iluminadores y pintores sobre tabla pertenecían al mismo gremio. Estudió con Robert Campin y junto a Jacques Daret, y se sabe que ambos pintaron miniaturas.
La miniatura tiene aproximadamente el mismo tamaño que la pintura de van der Weyden más pequeña. El trabajo es de la más alta calidad y precisión. Un ejemplo de la atención al detalle son las varias líneas concéntricas añadidas a la cola del perro dormilón, haciendo que parezca que la está meneando. La miniatura fue copiada en otras miniaturas de presentación, algunas mostrando a Carlos el Temerario más mayor o en edad adulta.
La asociación con van der Weyden fue establecida por Gustav Friedrich Waagen y es ahora generalmente aceptada por los historiadores del arte. Su atribución se basó no solo en la calidad de la ejecución, sino también en la evidencia del retrato de algunas de las figuras. La mayoría de ellos pueden ser identificados, y entre ellos el obispo Jean Chevrot (segundo a la izquierda), el canciller Nicolás Rolin (tercero a la izquierda), Felipe el Bueno (centro, cuarto desde la izquierda), y Carlos el Temerario (quinto desde la izquierda) aparecen en retratos de van der Weyden o su taller, aunque en el caso de Carlos el Temerario aparece como un niño de once años en la miniatura. El grupo a la derecha probablemente incluya a Antonio, gran bastardo de Borgoña, hijo ilegítimo del duque, y Antonio de Croy. 